# Marele Premiu al Mexicului din 2019
Marele Premiu al Mexicului din 2019 (cunoscut oficial ca Formula 1 Gran Premio de México 2019) a fost o cursă auto de Formula 1 ce s-a desfășurat pe 27 octombrie 2019 pe Autódromo Hermanos Rodríguez din Ciudad de México, Mexic. Cursa a fost cea de-a optsprezecea etapă a Campionatului Mondial de Formula 1 din 2019, fiind pentru a douăzecea oară când s-a desfășurat o etapă de Formula 1 în Mexic. Lewis Hamilton a ieșit câștigătorul cursei.

## Pneuri

### Pneurile programate de Pirelli pentru cursă
| Numele compusului | Culoare | Culoare | Condițiile meteo | Aderență | Durabilitate |
| ----------------- | ------- | ------- | ---------------- | -------- | ------------ |
| Dur C2            | H       |         | Uscat            | Mică     | Mare         |
| Mediu C3          | M       |         | Uscat            | Medie    | Medie        |
| Moale C4          | S       |         | Uscat            | Mare     | Mică         |
| Intermediar       | I       |         | Ploaie ușoară    |          |              |
| Ploaie            | W       |         | Ploaie           |          |              |

### Cele mai folosite pneuri
| Numele compusului | Culoare | Culoare | Numărul de tururi | Condițiile meteo |
| ----------------- | ------- | ------- | ----------------- | ---------------- |
| Dur C2            | H       |         | 66 (Verstappen)   | Uscat            |
| Mediu C3          | M       |         | 44 (Albon)        | Uscat            |
| Moale C4          | S       |         | 15 (Sainz)        | Uscat            |

## Calificări
Calificările au avut loc pe 26 octombrie 2019, începând cu ora locală 13:00 (CDT), ora 21:00 EEST.
| Poz.                  | Nr. | Pilot              | Constructor               | Timpi calificări | Timpi calificări | Timpi calificări | Grila finală |
| Poz.                  | Nr. | Pilot              | Constructor               | Q1               | Q2               | Q3               | Grila finală |
| --------------------- | --- | ------------------ | ------------------------- | ---------------- | ---------------- | ---------------- | ------------ |
| 1                     | 33  | Max Verstappen     | Red Bull Racing-Honda     | 1:15,949         | 1:16,136         | 1:14,758         | 4            |
| 2                     | 16  | Charles Leclerc    | Ferrari                   | 1:16,364         | 1:16,219         | 1:15,024         | 1            |
| 3                     | 5   | Sebastian Vettel   | Ferrari                   | 1:16,696         | 1:15,914         | 1:15,170         | 2            |
| 4                     | 44  | Lewis Hamilton     | Mercedes                  | 1:16,424         | 1:15,721         | 1:15,262         | 3            |
| 5                     | 23  | Alexander Albon    | Red Bull Racing-Honda     | 1:16,175         | 1:16,574         | 1:15,336         | 5            |
| 6                     | 44  | Valtteri Bottas    | Mercedes                  | 1:17,062         | 1:15,852         | 1:15,338         | 6            |
| 7                     | 55  | Carlos Sainz Jr.   | McLaren-Renault           | 1:17,044         | 1:16,267         | 1:16,014         | 7            |
| 8                     | 4   | Lando Norris       | McLaren-Renault           | 1:17,092         | 1:16,447         | 1:16,322         | 8            |
| 9                     | 26  | Daniil Kveat       | Scuderia Toro Rosso-Honda | 1:17,041         | 1:16,657         | 1:16,469         | 9            |
| 10                    | 10  | Pierre Gasly       | Scuderia Toro Rosso-Honda | 1:17,065         | 1:16,679         | 1:16,586         | 10           |
| 11                    | 11  | Sergio Pérez       | Racing Point-BWT Mercedes | 1:17,465         | 1:16,687         | N/A              | 11           |
| 12                    | 27  | Nico Hülkenberg    | Renault                   | 1:17,608         | 1:16,885         | N/A              | 12           |
| 13                    | 3   | Daniel Ricciardo   | Renault                   | 1:17,270         | 1:16,933         | N/A              | 13           |
| 14                    | 7   | Kimi Räikkönen     | Alfa Romeo Racing-Ferrari | 1:17,225         | 1:16,967         | N/A              | 14           |
| 15                    | 99  | Antonio Giovinazzi | Alfa Romeo Racing-Ferrari | 1:17,794         | 1:17,269         | N/A              | 15           |
| 16                    | 18  | Lance Stroll       | Racing Point-BWT Mercedes | 1:18,065         | N/A              | N/A              | 16           |
| 17                    | 20  | Kevin Magnussen    | Haas-Ferrari              | 1:18,436         | N/A              | N/A              | 17           |
| 18                    | 8   | Romain Grosjean    | Haas-Ferrari              | 1:18,599         | N/A              | N/A              | 18           |
| 19                    | 63  | George Russell     | Williams-Mercedes         | 1:18,823         | N/A              | N/A              | 19           |
| 20                    | 88  | Robert Kubica      | Williams-Mercedes         | 1:20,179         | N/A              | N/A              | 20           |
| Regula 107%: 1:21,265 |     |                    |                           |                  |                  |                  |              |
| Sursa:                |     |                    |                           |                  |                  |                  |              |

Note

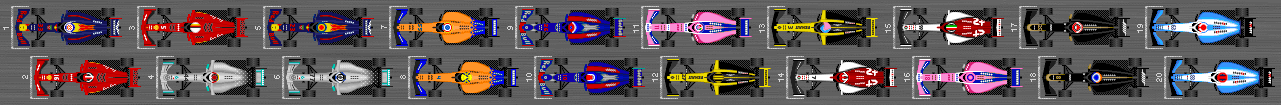
Grila de start.

- ^1 – Verstappen a fost penalizat cu 3 locuri pe grila de start pentru nerespectarea steagurilor galbene în timpul calificărilor.

## Cursa

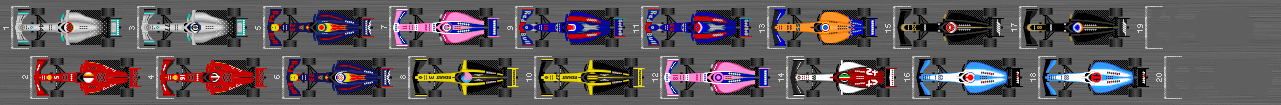
Clasamentul final.

Cursa a avut loc pe 27 octombrie 2019, începând cu ora locală 13:00 (CST), ora 21:00 EET, și a durat 71 de tururi.
| Poz.                                            | Nr. | Pilot              | Constructor               | Tururi | Timp/Retras    | Puncte |
| ----------------------------------------------- | --- | ------------------ | ------------------------- | ------ | -------------- | ------ |
| 1                                               | 44  | Lewis Hamilton     | Mercedes                  | 71     | 1:36:48,904    | 25     |
| 2                                               | 5   | Sebastian Vettel   | Ferrari                   | 71     | +1,766s        | 18     |
| 3                                               | 77  | Valtteri Bottas    | Mercedes                  | 71     | +3,553s        | 15     |
| 4                                               | 16  | Charles Leclerc    | Ferrari                   | 71     | +6,368s        | 12+1   |
| 5                                               | 23  | Alexander Albon    | Red Bull Racing-Honda     | 71     | +21,399s       | 10     |
| 6                                               | 33  | Max Verstappen     | Red Bull Racing-Honda     | 71     | +68,807s       | 8      |
| 7                                               | 11  | Sergio Pérez       | Racing Point-BWT Mercedes | 71     | +73,819s       | 6      |
| 8                                               | 3   | Daniel Ricciardo   | Renault                   | 71     | +74,924s       | 4      |
| 9                                               | 10  | Pierre Gasly       | Scuderia Toro Rosso-Honda | 70     | +1 tur         | 2      |
| 10                                              | 27  | Nico Hülkenberg    | Renault                   | 70     | +1 tur         | 1      |
| 11                                              | 26  | Daniil Kveat       | Scuderia Toro Rosso-Honda | 70     | +1 tur         |        |
| 12                                              | 18  | Lance Stroll       | Racing Point-BWT Mercedes | 70     | +1 tur         |        |
| 13                                              | 55  | Carlos Sainz Jr.   | McLaren-Renault           | 70     | +1 tur         |        |
| 14                                              | 99  | Antonio Giovinazzi | Alfa Romeo Racing-Ferrari | 70     | +1 tur         |        |
| 15                                              | 20  | Kevin Magnussen    | Haas-Ferrari              | 69     | +2 tururi      |        |
| 16                                              | 63  | George Russell     | Williams-Mercedes         | 69     | +2 tururi      |        |
| 17                                              | 8   | Romain Grosjean    | Haas-Ferrari              | 69     | +2 tururi      |        |
| 18                                              | 88  | Robert Kubica      | Williams-Mercedes         | 69     | +2 tururi      |        |
| Ab                                              | 7   | Kimi Räikkönen     | Alfa Romeo Racing-Ferrari | 58     | Supraîncălzire |        |
| Ab                                              | 4   | Lando Norris       | McLaren-Renault           | 48     | Abandon        |        |
| Charles Leclerc (Ferrari) – 1:19,232 (turul 53) |     |                    |                           |        |                |        |
| Sursa:                                          |     |                    |                           |        |                |        |

| Loc    | 1  | 2  | 3  | 4  | 5  | 6 | 7 | 8 | 9 | 10 | CMRT |
| Puncte | 25 | 18 | 15 | 12 | 10 | 8 | 6 | 4 | 2 | 1  | 1    |

## Clasamentele campionatelor după cursă
|  | Poz. | Pilot            | Puncte |
|  | ---- | ---------------- | ------ |
|  | 1    | Lewis Hamilton   | 363    |
|  | 2    | Valtteri Bottas  | 289    |
|  | 3    | Charles Leclerc  | 236    |
|  | 4    | Sebastian Vettel | 230    |
|  | 5    | Max Verstappen   | 220    |

|  | Poz. | Constructor           | Puncte |
|  | ---- | --------------------- | ------ |
|  | 1    | Mercedes              | 652    |
|  | 2    | Ferrari               | 466    |
|  | 3    | Red Bull Racing-Honda | 341    |
|  | 4    | McLaren-Renault       | 111    |
|  | 5    | Renault               | 73     |

- Notă: În ambele clasamente sunt prezentate doar primele cinci locuri.